# Protest w Gwinei
Protest w Gwinei w 2009 roku – krwawo stłumiony przez wojsko protest zwolenników opozycji na stadionie sportowym w Konakry, zorganizowany 28 września 2009 przeciwko planom startu przywódcy rządzącej junty wojskowej w wyborach prezydenckich. W wyniku działań armii, która otworzyła ogień do 50-tysięcznego tłumu, zginęło wedle międzynarodowych ustaleń co najmniej 157 osób, a setki zostało rannych lub stało się obiektem przestępstw seksualnych. Według władz, zginęło 57 osób, w większości stratowanych przez tłum. Dokładna liczba ofiar nie jest jednak znana.
Rządzący krajem kapitan Moussa Dadis Camara odpowiedzialnością za wydarzenia obarczył pozbawionych kontroli żołnierzy. Masakrę nieuzbrojonych cywilów potępiła społeczność międzynarodowa, która nałożyła sankcje na gwinejskie władze, wezwała je do ukarania sprawców, a kapitana Camarę do rezygnacji z aspiracji prezydenckich. W celu dokładnego wyjaśnienia przebiegu wydarzeń podjęte zostało międzynarodowe dochodzenie ONZ, które odpowiedzialnością za ich przebieg obarczyło kilku czołowych członków junty, w tym jej przywódcę. ONZ i Międzynarodowy Trybunał Karny uznały masakrę cywilów za zbrodnię przeciwko ludzkości.
Konsekwencją brutalnej pacyfikacji protestu był wzrost napięcia politycznego w kraju. W celu zażegnania kryzysu i wypracowania porozumienia władz z opozycją, misję negocjacyjną z ramienia ECOWAS podjął prezydent Burkina Faso, Blaise Compaoré. W styczniu 2010, po realnej zmianie przywództwa na szczytach władzy, strony osiągnęły kompromis i podpisały porozumienie w sprawie powrotu kraju do rządów cywilnych, utworzeniu wspólnego rządu przejściowego i organizacji wyborów w ciągu sześciu miesięcy.

## Geneza wydarzeń

Położenie Gwinei na mapie Afryki

Gwinea, muzułmańskie państwo w zachodniej Afryce liczące nieco ponad 10 mln mieszkańców, od czasów uzyskania niepodległości w 1958 rządzona była w sposób autorytarny, a prawa jej obywateli były systematycznie łamane.
24 grudnia 2008, kilka godzin po ogłoszeniu śmierci długoletniego prezydenta Lansany Conté, władzę w wyniku zamachu stanu przejęła junta wojskowa (CNDD – Rada Narodowa na rzecz Demokracji i Rozwoju) na czele z kapitanem Moussą Dadis Camarą. Junta obiecywała przywrócenie porządku i demokracji, walkę z korupcją i kartelami narkotykowymi oraz renegocjację niekorzystnych dla państwa kontraktów na wydobycie surowców mineralnych. Społeczeństwo, zmęczone 24-letnimi rządami Conté, poparło program nowych władz i udzieliło im znacznego kredytu zaufania, mając nadzieje na zmiany.
Z biegiem czasu, rządzący zaczęli jednak tracić poparcie społeczne z powodu powrotu do autorytarnego sposobu sprawowania władzy. Wojsko przejęło kontrolę nad wszystkimi sprawami państwa. Żołnierzom brakowało karności, dopuszczali się aktów rabunku. Wbrew wcześniejszym zapowiedziom nie podjęto kroków w kierunku przeprowadzenia wolnych i uczciwych wyborów, a kapitan Camara nie wykluczał swojego startu w wyborach prezydenckich. Jednocześnie brutalnie tłumiono głosy opozycji domagającej się powrotu do rządów cywilnych, a sprawcy nadużyć pozostawali bezkarni.
Koszary wojskowe Alpha Yaya Diallo w Konakry stały się de facto siedzibą rządu, skąd członkowie junty decydowali o najważniejszych sprawach. Po przejęciu władzy Camara zawiesił konstytucję, rozwiązał wszystkie instytucje republiki i zakazał wszelkiej działalności politycznej i związkowej. Początkowo zaproponował organizację wyborów do grudnia 2010, jednak pod naciskiem międzynarodowym zobowiązał się do przeprowadzenia ich o rok wcześniej. Zadeklarował również, że w wyborach nie będą mogli uczestniczyć członkowie CNDD. Zapowiedzi te spotkały się z przychylną reakcją ze strony społeczeństwa i opozycji. Jednakże w ciągu kolejnych miesięcy junta nie podejmowała żadnych działań przybliżających organizację wyborów, a wręcz przeciwnie, ograniczała wolność wypowiedzi i zgromadzeń. Próby prowadzenia kampanii prezydenckiej przez opozycję spotykały się z powtarzającymi się przypadkami zastraszeń i ataków. W sierpniu 2009 CNDD ogłosiła zakaz wysyłania wiadomości tekstowych przez telefony komórkowe, a we wrześniu zakaz prowadzenia dyskusji politycznych na antenie rozgłośni radiowych.
Przeciwnicy reżimu wojskowego, partie polityczne, związki zawodowe i organizacje społeczne, utworzyły wspólną koalicję Forum Żywych Sił Gwinei (Forum des Forces Vives de Guinée). W marcu 2009 przedstawiła ona władzom kalendarz przygotowań wyborczych, proponując organizację wyborów parlamentarnych w październiku, a prezydenckich w grudniu 2009. Choć Camara zgodził się z propozycjami, nie podjął żadnych dalszych działań, a w maju i czerwcu 2009 junta odmówiła przyznania środków finansowych komisji wyborczej potrzebnych na organizację głosowania. Po miesiącach braku działań i zwiększającej się presji ze strony społeczeństwa i społeczności międzynarodowej, Camara w sierpniu 2009 wyznaczył datę wyborów prezydenckich na 31 stycznia 2010, nie wykluczając przy tym swego udziału. Opozycja uznała potencjalną kandydaturę Camary za zagrożenie dla wiarygodności wyborów i rozpoczęła planowanie w kraju demonstracji.

## Przygotowania do protestu

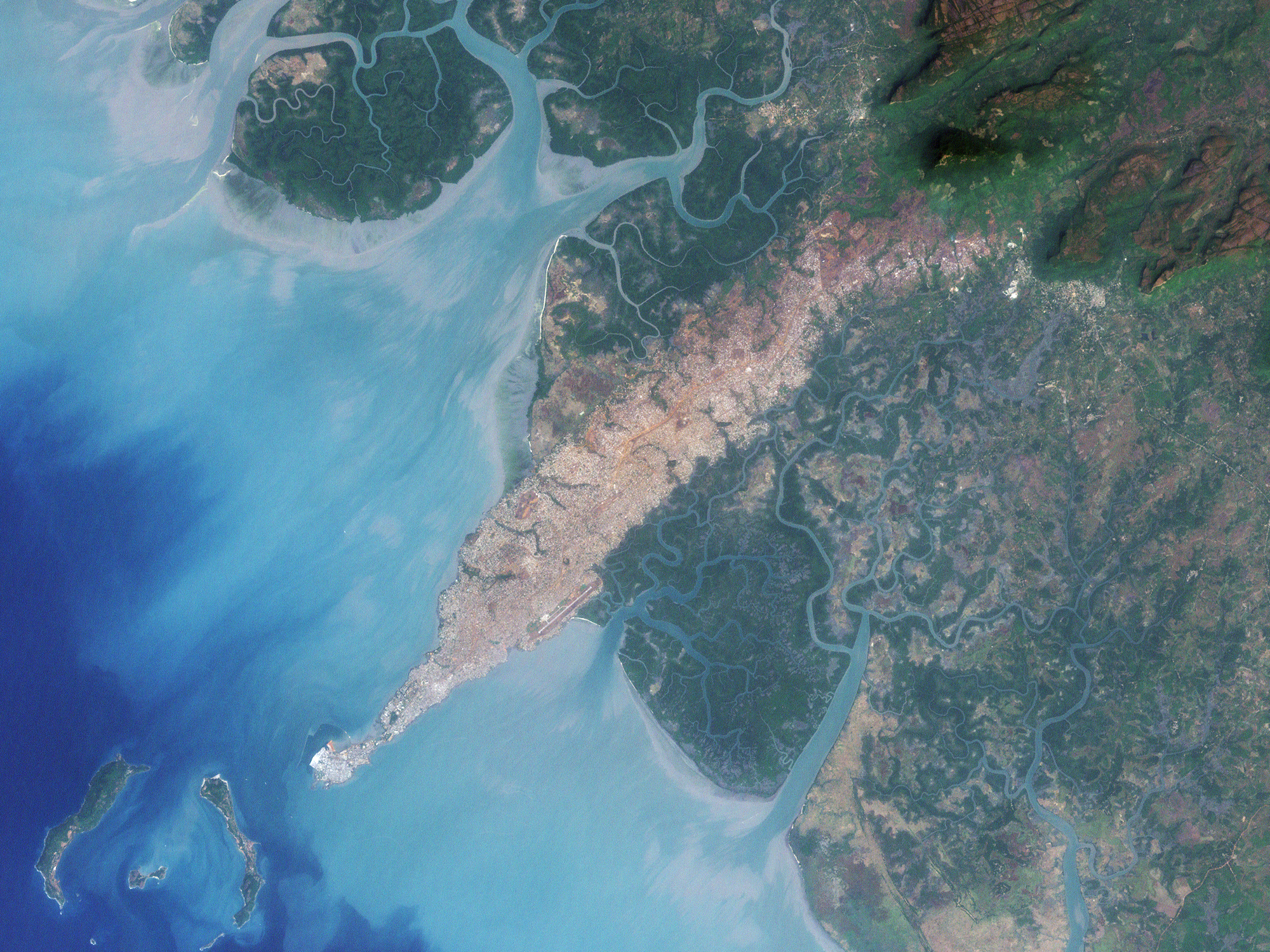
Widok nadmorskiego Konakry, położonego na długim Półwyspie Kaloum

19 września 2009 Forum Żywych Sił Gwinei (FFVG) zadecydowało o przeprowadzeniu głównego protestu w dniu 28 września 2009. Dzień ten został wybrany celowo z powodu jego historycznego znaczenia. 28 września 1958 przeprowadzono w Gwinei referendum niepodległościowe, w wyniku którego kilka dni później kraj uzyskał suwerenność. Antyrządowy wiec planowano zorganizować na największym stołecznym Stadionie 28 Września (Stade 28 Septembre), nazwanym tak na cześć wspomnianych wydarzeń. Protest miał w zamyśle organizatorów pokazać rozległe poparcie społeczeństwa dla opozycji i przekonać Camarę do rezygnacji z zamiaru startu w wyborach.
Wkrótce po ustaleniu terminu protestu FFVG wysłało Jeana-Marie Doré, przewodniczącego wchodzącej w skład koalicji Unii na rzecz Rozwoju Gwinei (UPG), do kapitana Camary w celu poinformowania go o zamiarze organizacji pokojowego wiecu na miejskim stadionie. Według relacji Doré, Camara początkowo niechętny, udzielił ostatecznie zgody. FFVG wysłało wówczas oficjalne pisma do odpowiednich urzędów z informacją o organizacji zgromadzenia. W kolejnych dniach władze podejmowały jednakże kroki w celu uniemożliwienia organizacji wiecu. 22 września minister ds. młodzieży ogłosił, że Stadion 28 Września będzie zamknięty dla publiczności od 23 września do 11 października w celu przygotowania go na mecz z Burkina Faso. 27 września 2009 minister spraw wewnętrznych w telewizyjnym oświadczeniu ogłosił natomiast zakaz organizowania wszelkich demonstracji w kraju do dnia 2 października (Święta Niepodległości). Tego samego dnia Camara ogłosił 28 września dniem wolnym od pracy i zakazał organizacji w tym czasie publicznych zgromadzeń. Liderzy opozycji zdecydowali, że pomimo zakazu protest odbędzie się. W nocy 28 września 2009 Camara zatelefonował do jednego z liderów opozycji Sidyi Touré, przewodniczącego Unii Sił Republikańskich (UFR), z żądaniem odwołania manifestacji. Zaproponował w zamian zorganizowanie 29 września mniejszego wiecu na mniejszym i peryferyjnym Stadionie Nongo. Touré odrzekł jednak, że rezygnacja z protestu jest już niemożliwa, a jego uczestnicy o poranku będą gromadzić się na ulicach stolicy

## Przebieg protestu

### Droga na stadion
28 września 2009 od wczesnych godzin porannych dziesiątki tysięcy zwolenników opozycji kierowało się stronę stadionu, zapełniając główną ulicę miasta, Donka. Początkowo dotarcie na stadion utrudniał ulewny deszcz, jednak od godziny 8:30 opady zaczęły słabnąć, a tłum na ulicach gęstniał. Do pierwszego spotkania podążających na stadion osób ze służbami bezpieczeństwa doszło na skrzyżowaniu ulicy Donka z ulicą Hamdalaye. Stacjonujący tam oddział policji próbował zatrzymać marsz przy pomocy gazu łzawiącego, jednak pod naporem tłumu wycofał się. Na kolejnym skrzyżowaniu z ulicą Bellevue policja oprócz gazu łzawiącego użyła także ostrej amunicji, w wyniku czego zginęły co najmniej dwie osoby. Manifestanci poczęli rzucać kamieniami w kierunku sił porządkowych i zaatakowali posterunek policji, wzniecając w nim pożar i podpalając kilka radiowozów. Jeden z policjantów został ranny, a cały oddział wycofał się, umożliwiając maszerującym ludziom dotarcie pod kompleks sportowy. W kolejnych dniach kapitan Camara twierdził, że w czasie ataku na posterunek policji opozycjoniści zdobyli szereg amunicji i broni, której zamierzali użyć do przeprowadzenia zamachu stanu. Jednak według raportu Human Rights Watch, nie było żadnego dowodu na potwierdzenie tych słów, a demonstranci nie byli uzbrojeni w czasie protestu.
Zwolennicy opozycji już od godziny 7-8:00 zaczęli gromadzić się przy głównym wejściu na stadion. Około 9:00 pojawił ię tam oddział żandarmów pod dowództwem Tiégboro Camary, który rozkazał zgromadzonym opuszczenie miejsca. Z powodu odmowy żandarmi użyli gazu łzawiącego i ostrej amunicji, co doprowadziło według świadków do śmierci co najmniej dwóch osób.

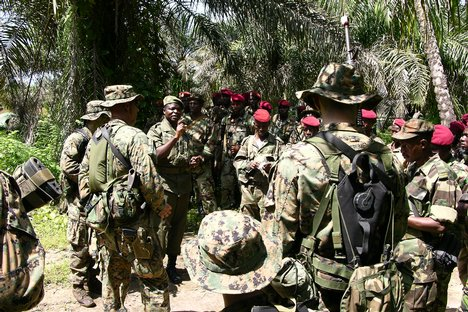
Oddział gwinejskiej Straży Prezydenckiej („czerwone berety”)

W czasie gdy mieszkańcy zmierzali na stadion, główni liderzy opozycji, były premier Sidya Touré i Cellou Dalein Diallo, François Lonsény Fall, Mamadou Mouctar Diallo i Mamadou Baadiko Bah spotkali się w domu Jeana-Marie Doré, położonym w pobliżu stadionu. W chwili opuszczania mieszkania, zostali poinformowani o wizycie imama z pobliskiego Wielkiego Meczetu Fayçal i biskupa anglikańskiego Alberta Gomeza w celu mediacji i przedstawienia informacji od Moussy Dadis Camary. Delegację przyjął tylko Doré, wedle słów którego Camara miał zgodzić się na nieużywanie przemocy wobec uczestników wiecu w przypadku przekonania przez liderów opozycji zgromadzonych na stadionie osób do pokojowego rozejścia się. W czasie podejmowania wysłanników przez Doré, pozostali liderzy opozycji udali się na stadion, jednak zostali zatrzymani w jego pobliżu przez Tiégboro Camarę. Gdy spostrzegli to ich zwolennicy, otoczyli oddział Camary, a ten w odpowiedzi rozkazał politykom udanie się na stadion i nakazanie mieszkańcom rozejście się do domów. Około 11:00 przywódcy opozycji, niesieni na rękach przez tłum, wkroczyli na Stadion 28 Września, na którym już od jakiegoś czasu zaczęła gromadzić się ludność.
- Przydatne grafiki: Plan Konakry[6], Plan Stadionu 28 Września i kompleksu sportowego[7]

### Wydarzenia wewnątrz i wokół stadionu
Próbowałam uciec przez drzwi wyważone przez spanikowanych ludzi. Jednak upadłam i byłam tratowana... Byłam prawie nieprzytomna. Wszędzie były strzały (...) Pozostałam tam, udając zmarłą. Kiedy leżałam, zobaczyłam 13 lub 14-letniego chłopca szukającego, gdzie by uciec. Podszedł do niego ‘czerwony beret’ z bronią wycelowaną w jego twarz. Usłyszałam wrzaski chłopca: „Wujku, wujku... zamierzasz mnie zabić... Wujku, nie, nie zabijesz mnie, prawda?”. Jednak on to zrobił... ‘czerwony beret’ zastrzelił chłopca. Tuż obok mnie. O Boże, kiedy widzę tamtego chłopca, widzę moje własne dzieci.

Zgromadzeni na arenie sportowej zwolennicy opozycji wykrzykiwali prodemokratyczne hasła „Niech żyje naród, chcemy wolności”, śpiewali, tańczyli i wymachiwali transparentami i flagami. Pozostała część maszerowała dookoła stadionu, który otoczony był przez rozległy kompleks sportowy. W manifestacji uczestniczyło ok. 50 tys. osób
Około 11:30, pół godziny po przybyciu liderów opozycji, w pobliżu kompleksu sportowego pojawiło się kilkuset żołnierzy, żandarmów, policjantów i ubranych po cywilnemu milicjantów. W skład tych oddziałów wchodziła Straż Prezydencka pod dowództwem pułkownika Aboubakara “Toumba” Diakité, osobistego doradcę Camary (tzw. „czerwone berety”), która to właśnie w głównej mierze dopuściła się zbrodni. Dodatkowo dwa oddziały żandarmerii („zielone berety”) pod dowództwem kapitana Tiégboro Camary, jednostka policji oraz grupa cywilnej milicji uzbrojonej w noże, pałki i maczety. Po przybyciu na miejsce, otoczyli oni stadion i cały kompleks oraz zablokowali wszystkie wejścia. Ze swoich pojazdów rozpoczęli ostrzał gazem łzawiącym manifestantów zgromadzonych w środku, powodując wybuch paniki. Kilka minut później Straż Prezydencka i mniejsza liczba pozostałych sił dokonała szturmu na główną bramę stadionu i rozpoczęła ostrzał ludności z ostrej amunicji. Według świadków, żołnierze strzelali wprost do tłumu, od prawej strony do lewej, do czasu wystrzelania całego magazynku. Strzelali także do osób próbujących wydostać się z obiektu, wspinających się na mury i ogrodzenie. Demonstranci chcący wydostać się poprzez drugą z bram również zostali zaatakowani. W czasie ostrzału wiele osób zostało stratowanych na śmierć. Inni zginęli na skutek pobić lub od ciosów nożem. Część osób, którym udało się znaleźć schronienie w toaletach, szatniach i innych pomieszczeniach stadionu, uniknęła obrażeń. Po wejściu na stadion, wojsko rozpoczęło masakrę ludności zgromadzonej na jego płycie i trybunach.
Stadion 28 Września otoczony był rozległym kompleksem sportowym. Wewnątrz kompleksu znajdowały się boiska do gry koszykówkę i siatkówkę, różne budynki infrastrukturalne i mniejszy stadion piłkarski. Całość ogrodzona była zaś wysokim murem z niewielką liczbą metalowych bram. W czasie ataku oddziały zbrojne obsadziły nie tylko sam budynek głównego stadionu, ale także cały kompleks sportowy, na terenie którego również zgromadzeni byli demonstranci. Także i tam doszło do zabójstw i zbrodni. Zwolennicy opozycji, którym udało się wydostać ze stadionu, trafiali zazwyczaj na dalszy obstrzał na terenie kompleksu. Wiele osób próbowało opuścić budynek stadionu skacząc z jego wierzchołka z wysokości 10-15 metrów. Część z nich umierała w wyniku odniesionych obrażeń, przygniecenia przez innych skaczących lub ostrzału żołnierzy. Żołnierze niekiedy obiecywali protestującym swobodne przejście, a następnie bez zapowiedzi dokonywali ich ostrzału. Świadkowie wydarzeń opisywali jednak również przypadki pomocy ze strony stacjonujących na zewnątrz żandarmów, którzy umożliwiali im opuszczenie kompleksu sportowego i napominali Straż Prezydencką przed dokonywaniem brutalnych przestępstw. Pośród wielu zbrodni, żołnierze dokonywali także grabieży majątku uciekających demonstrantów i zabitych. Obiektem kradzieży padały portfele, telefony, pieniądze, aparaty, buty i dokumenty tożsamości.
W wyniku brutalnego stłumienia wiecu, zdaniem międzynarodowych organizacji broniących praw człowieka, zginęło co najmniej 157 osób (według danych Gwinejskiej Organizacji Praw Człowieka, OGDH). Według raportu ONZ, zabitych lub zaginionych zostało co najmniej 156 osób. Raport Human Rights Watch szacował liczbę ofiar na 150-200 obywateli. Natomiast gwinejskie ministerstwo spraw wewnętrznych 29 września poinformowało o 57 ofiarach, a krajowa komisja badawcza w lutym 2010 podała całkowitą liczbę ofiar na poziomie 63 osób. Według raportu Human Rights Watch, rannych zostało ponad 1,4 tys. osób, według danych OGDH ponad 1,2 tys., a zdaniem gwinejskiego ministerstwa zdrowia 934 osoby. Większość rannych stanowiły osoby z ranami postrzałowymi, wiele z nich miało również rany cięte i kłute po nożach, bagnetach i maczetach, ślady pobić po kolbach karabinów, pałkach i kijach, uderzeniach pięściami i kopaniu. Część z rannych miało połamane i zmiażdżone kości.
W czasie pacyfikacji protestu na stadion, w celu ujęcia liderów opozycji, udał się dowódca Straży Prezydenckiej, Aboubakar “Toumba” Diakité, wraz ze swoim zastępcą Marcelem Kuvugi. Według świadków, w środku stadionu Diakité dopuścił szeregu zabójstw i pobić. Straż Prezydencka zatrzymała przywódców opozycji znajdujących się na trybunie honorowej i dotkliwie ich pobiła. Największych obrażeń doznał były premier Cellou Dalein Diallo, który upadł i stracił przytomność. Pobity został również Doré, który nie zdążył dostać się do środka stadionu i znajdował się niedaleko jego bramy. Przywódcy zostali wyprowadzeni z kompleksu sportowego przez Diakité i dowódcę żandarmerii Tiégboro Camarę i przewiezieni samochodami do koszar wojskowych. Z powodu odniesionych obrażeń zostali następnie umieszczeni w szpitalu, gdzie późnym wieczorem przyjęli delegację urzędników rządowych, która złożyła im oficjalne przeprosiny. Zostali również poinformowani, że Camara zezwolił na ich powrót do domów.

Gdy zaczął się ostrzał próbowałam uciec, lecz ‘czerwone berety’ złapały mnie i zawlekły na ziemię. Jeden z nich uderzył mnie dwa razy bronią w twarz. Po tym jak upadłam, troje zaatakowało mnie. Jeden wyciągnął nóż i rozdarł moje ubranie, raniąc mnie przy tym w plecy. Próbowałam walczyć, ale byli za silni. Dwóch trzymało mnie przy ziemi, w czasie gdy pozostali gwałcili. Powiedzieli, że mnie zabiją, jeśli nie pozwolę im zrobić czego chcą. Potem drugi z nich zgwałcił mnie, a później trzeci. Bili mnie przez cały czas i wciąż powtarzali, że zabiją nas wszystkich. Wierzyłam im – trzy metry dalej była gwałcona inna kobieta, a po tym jak skończyli, jeden wziął swój bagnet i włożył w jej pochwę, później zlizał krew z noża. Widziałam to, tuż obok mnie... Byłam tak przerażona, gdyż mogli zrobić to również mnie.

Dziesiątki kobiet i dziewcząt, które uczestniczyły w demonstracji na stadionie w Konakry stało się obiektem przemocy seksualnej ze szczególnym okrucieństwem. Według raportu Human Rights Watch, większości napaści dopuścili się członkowie Straży Prezydenckiej, w mniejszej skali uczestniczyli w nich również żandarmi, policjanci i cywilni milicjanci. Raport informował o 63 zidentyfikowanych ofiarach nadużyć seksualnych, jednakże rzeczywista liczba ofiar była najpewniej większa, jako że część z kobiet nie zgłosiła przypadków napastowań i nie zwróciła się nigdzie o pomoc m.in. z powodu obaw o stygmatyzację w większości muzułmańskim kraju. Raport ONZ ukazywał 109 przypadków gwałtów, podkreślając jednocześnie niekompletność tych danych. Po szturmie i wkroczeniu na teren stadionu, wielu z żołnierzy zaczęło przypierać do muru, gonić i wyłapywać kobiety. Po zastraszeniu ofiary, zrywali lub rozcinali ich ubrania, często kalecząc ciała. Następnie dokonywali serii szybkich gwałtów. Wiele z kobiet gwałconych było wielokrotnie przez wielu żołnierzy. Oprócz gwałtów żołnierze dopuszczali się napaści seksualnych przy użyciu takich przedmiotów jak kije, kawałki drewna, pałki, buty, kolby karabinów i bagnety. Kobiety w ich wyniku doznawały rozległych ran i zakażeń.
Wszystkie te czynności odbywały się na oczach uciekających protestantów i pacyfikujących ich żołnierzy. Przypadki nadużyć seksualnych odnotowano zarówno na głównym stadionie i w jego pomieszczaniach, jak również na terenie całego kompleksu sportowego. Najczęściej towarzyszyły im słowne zniewagi, pobicia i groźby utraty życia. Według świadków, w kilku przypadkach groźby te zostały później spełnione. Starsze kobiety i mężczyźni próbujący uniemożliwić czyny żołnierzy byli bici lub zabijani.
Część z kobiet została uprowadzona przez żołnierzy z kompleksu sportowego do koszar wojskowych i poddawana była wielokrotnym gwałtom przez okres nawet do pięciu dni. Raport Human Rights Watch odnotował również porwanie kobiet z centrum zdrowia Ratoma w Konakry. Kobiety zaciągane były do pojazdów i wywożone do budynków wojskowych, gdzie wbrew ich woli podawano im alkohol i środki odurzające oraz poddawano przestępstwom seksualnym. Po kilku dniach, porzucano je półnagie, nad ranem lub wieczorem, na skrzyżowaniach ulic.
Większość wykorzystanych kobiet ujętych w raporcie Human Rights Watch opisywała uczucie głębokiego poziomu wstydu i poniżenia. Wyrażała również niepokój związany z odrzuceniem ze strony rodziny, stygmatyzacji ze strony społeczeństwa, możliwością zajścia w ciążę i zarażenia się chorobami wenerycznymi oraz wirusem HIV. Wiele kobiet w ogóle nie przyznało się do bycia ofiarą nadużyć. Dla wielu z nich utrata dziewictwa wiązała się z degradacją społeczną i splamieniem honoru rodziny w konserwatywnym społeczeństwie.

## Działania wojska po ataku

### Zacieranie śladów
29 września 2009 władze Gwinei ogłosiły, że w czasie protestu na stołecznym stadionie zginęło 57 osób, w większości stratowanych przez tłum. Stało to w sprzeczności z szacunkami lokalnych organizacji praw człowieka, które opierając się na źródłach szpitalnych informowały o co najmniej 157 zabitych. Dokładna liczba ofiar nie jest jednak znana. 2 października 2009 władze wystawiły na widok publiczny w Wielkim Meczecie Fayçal ciała 57 ofiar w celu ich identyfikacji. Wiele rodzin skarżyło się, że nie mogli odnaleźć swoich krewnych i bliskich. Na miejscu doszło również do krótkich starć mieszkańców stolicy ze służbami bezpieczeństwa. Według raportu Human Rights i ONZ, rzeczywista liczba ofiar była dużo wyższa niż oficjalne dane rządu.
Według tych raportów, wojsko tuż po zakończeniu ataku na zwolenników opozycji niezwłocznie przystąpiło do usuwania śladów dokonanych zbrodni. Już w czasie ataku żołnierze konfiskowali widoczne telefony komórkowe, aparaty fotograficzne i kamery w celu eliminacji potencjalnych dowodów. Obecni w okolicach stadionu dziennikarze byli zastraszani, bici i wydalani z obrębu obiektu.
Po masakrze, ciała zabitych leżały zarówno na samym stadionie, jak również na terenie całego kompleksu sportowego. Między godziną 12:00 a 13:00 na teren obiektu po raz pierwszy dostał się ambulans Gwinejskiego Czerwonego Krzyża, zabierając ciała 15 zabitych i kilku rannych. Jednak już ok. 13:00 wojsko zamknęło wejścia na teren kompleksu, odcinając do niego dostęp z zewnątrz. Wszelkie konwoje medyczne były już cofane. Straż Prezydencka rozpoczęła pospieszne zbieranie i usuwanie ciał. Ciała ładowane były na pojazdy wojskowe, wywożone w nieznane miejsca, po czym grzebane w masowych grobach. W tym czasie wewnątrz stadionu znajdowało się jeszcze wiele osób ukrytych w różnych jego zaułkach i pomieszczeniach. Byli oni świadkami wydarzeń, a zauważeni byli bici i wypędzani na zewnątrz. Świadkowie wydarzeń w późniejszych relacjach dokładnie opisywali wywożenie dziesiątek ciał, kobiet i mężczyzn, ze stadionu.

Kiedy się ocknąłem, byłem na płycie stadionu i miałem na sobie dwie nogi i głowę innych ciał – wszystkie trzy nieżywe. Zobaczyłem wojsko w trakcie przenoszenia ciał do trzech wojskowych furgonetek i większej ciężarówki. Wciąż słychać było strzały tu i tam, ale większość zamieszania już minęła. Ciała zabierali ‘czerwone berety’ i grupa żandarmów. Pozostałem tak przez jakiś czas, aż do ok. 16. Tam, skąd leżałem widziałem wszystkie ciała – na podium, kilka wiszących na murze i na boisku. Zostałem tam dopóki nie wyszli. Później podniosłem się. Byłem wciąż chory – chodziłem jakbym był w połowie sparaliżowany. Tak działo się zawsze, gdy doznawałem ataku astmy. Nie widziałem już żadnego ciała na zewnątrz stadionu. Wojsko wypuściło mnie, bo myśleli, że jestem szalony.

Wiele zwłok ofiar masakry trafiło w kolejnych godzinach po ataku do dwóch kostnic przy szpitalach Donka i Ignace Deen. Zostało tam przewiezionych bezpośrednio ze stadionu przez lokalne ambulanse lub prywatne osoby. Część została tam przeniesiona po zgonie w szpitalach w wyniku odniesionych ran. Wojsko już późnym popołudniem 28 września otoczyło kostnice, uniemożliwiając do nich dostęp cywilom. Pozostały one zablokowane do 1 października 2009, kiedy to żołnierze wpuścili do środka dziennikarzy, pokazując ciała 57 zabitych, wszystkich według oficjalnego stanowiska władz. Rząd stanowczo odrzucał głosy rodzin, organizacji praw człowieka i opozycji o braku wielu zwłok, a minister środowiska uznał twierdzenia o większej liczbie zabitych za „oparte na plotkach”. Jednak według świadków i raportu Human Rights Watch, żołnierze wywieźli wiele ciał z budynków kostnic. Części z rodzin udało się również posiąść ciała swoich bliskich dzięki przekupieniu strażników.
Tuż po ataku setki rannych zaczęło zgłaszać się do największego szpitala Donka. Szpital był przepełniony, ranni leżeli na podłogach, a lekarze nie nadążali z udzielaniem pomocy. Około 15:00 na teren szpitala wkroczyły siły Straży Prezydenckiej i żandarmerii. Wojsko opanowało teren szpitala i całkowicie zablokowało na pewien czas dostęp do niego. Zastraszyło rannych pacjentów i lekarzy, od których zażądało wstrzymania udzielania pomocy i robienia jakichkolwiek zdjęć poszkodowanym. W celu wzbudzenia strachu, kilkakrotnie wystrzeliło w górę z broni palnej. Żołnierze zniszczyli również pobliską aptekę, w której znajdowało się wiele niezbędnych medykamentów. Przybyły później na teren szpitala minister zdrowia, według relacji świadków, osobiście miał się dopuścić kopania leżących na podłodze rannych. Wojsko opuściło szpital ok. 16:00, pozostawiając przy wejściu kilkoro żołnierzy kontrolujących dostęp do budynku.

### Ataki na domy liderów i zwolenników opozycji
Tuż po pacyfikacji protestu, w godzinach popołudniowych i wieczornych 28 września 2009 Straż Prezydencka na czele z kapitanem Claude’em Plivi, ministrem ds. ochrony prezydenckiej, włamała się i splądrowała domy trzech liderów opozycji: Cellou Dalein Diallo, Sidyi Touré i Jeana-Marie Doré. Wszyscy oni przebywali w tym czasie w szpitalu z powodu ran odniesionych w czasie manifestacji. W domach przebywała ich rodzina i przyjaciele, którzy zostali zastraszeni przez wojsko. Żołnierze wtargnęli do mieszkań, grabiąc i niszcząc najcenniejsze rzeczy i dokumenty. Z domu Cellou Dalein Diallo skradzione zostały m.in. komputery, telewizory, ubrania oraz trzy samochody i kilka motorów zaparkowanych na zewnątrz. Celem napaści miało być zastraszenie i zdezorganizowanie pracy opozycjonistów.
W godzinach po dokonaniu masakry, uzbrojone i zamaskowane oddziały Straży Prezydenckiej i cywilnej milicji obsadziły rejony miasta zamieszkane główne przez zwolenników opozycji, dokonując ataków na ich mieszkańców i grabieży majątków. W dzielnicach tych doszło do przypadków zabójstw, gwałtów, pobić i zastraszania ludności oraz kradzieży. Sytuacja taka miała miejsce również w kilku kolejnych dniach.

### Arbitralne zatrzymania
W czasie i tuż po zakończeniu pacyfikacji wiecu opozycji, jego uczestnicy byli wyłapywani przez żołnierzy w czasie ucieczki ze stadionu. W ten sposób zostało zatrzymanych i przewiezionych w miejsce odosobnienia kilkadziesiąt osób. Dołączyła do nich również mniejsza liczba pojmanych w czasie ataków na domy zwolenników opozycji oraz krewni osób szukających ich w miejscach przetrzymywania. Zatrzymani umieszczeni zostali w czterech punktach stolicy: koszarach wojskowych Alpha Yaya Diallo, koszarach Koundara oraz w jednej z baz policji i w centrum zatrzymań żandarmerii. Przetrzymywani byli przez okres do 15 dni, stając się w tym czasie obiektem nadużyć praw człowieka, niehumanitarnego traktowania i tortur. Części z rodzin udało się dzięki przekupieniu strażników uzyskać zwolnienie ich krewnych. Zatrzymani, często ranni w czasie wydarzeń, nie mieli zapewnionej pomocy medycznej i odpowiednich porcji żywności, byli bici, znieważani i grabieni z posiadanych rzeczy.
Do największych nadużyć doszło w koszarach Koundara i Alpha Yaya Diallo, gdzie zwolennicy opozycji byli przetrzymywani najdłużej. W tych pierwszych, według relacji samych więźniów, byli oni zmuszani do obnażania się i leżenia na ziemi w czasie gdy członkowie Straży Prezydenckiej przejeżdżali kilkakrotnie motocyklem po ich nogach. Żołnierze wylewali na nich gotującą się wodę, biczowali po kilkadziesiąt razy rano i wieczorem, zmuszali do kładzenia się nago jeden na drugim powodując miażdżenie leżących najniżej. Zatrzymani zmuszani byli do zajmowania niewygodnych pozycji przez długi okres, patrzenia wprost na słońce, stania z głową skierowaną w dół, leżenia w czasie chodzenia po nich i imitowania zachowań dzikich zwierząt dla rozbawienia strażników. W nocy organizowano zaś pozorowane egzekucje z ich udziałem. Podobna sytuacja miała miejsce w koszarach Alpha Yaya Diallo, w których zatrzymani byli dotkliwie bici i znieważani.

## Reakcja władz i opozycji

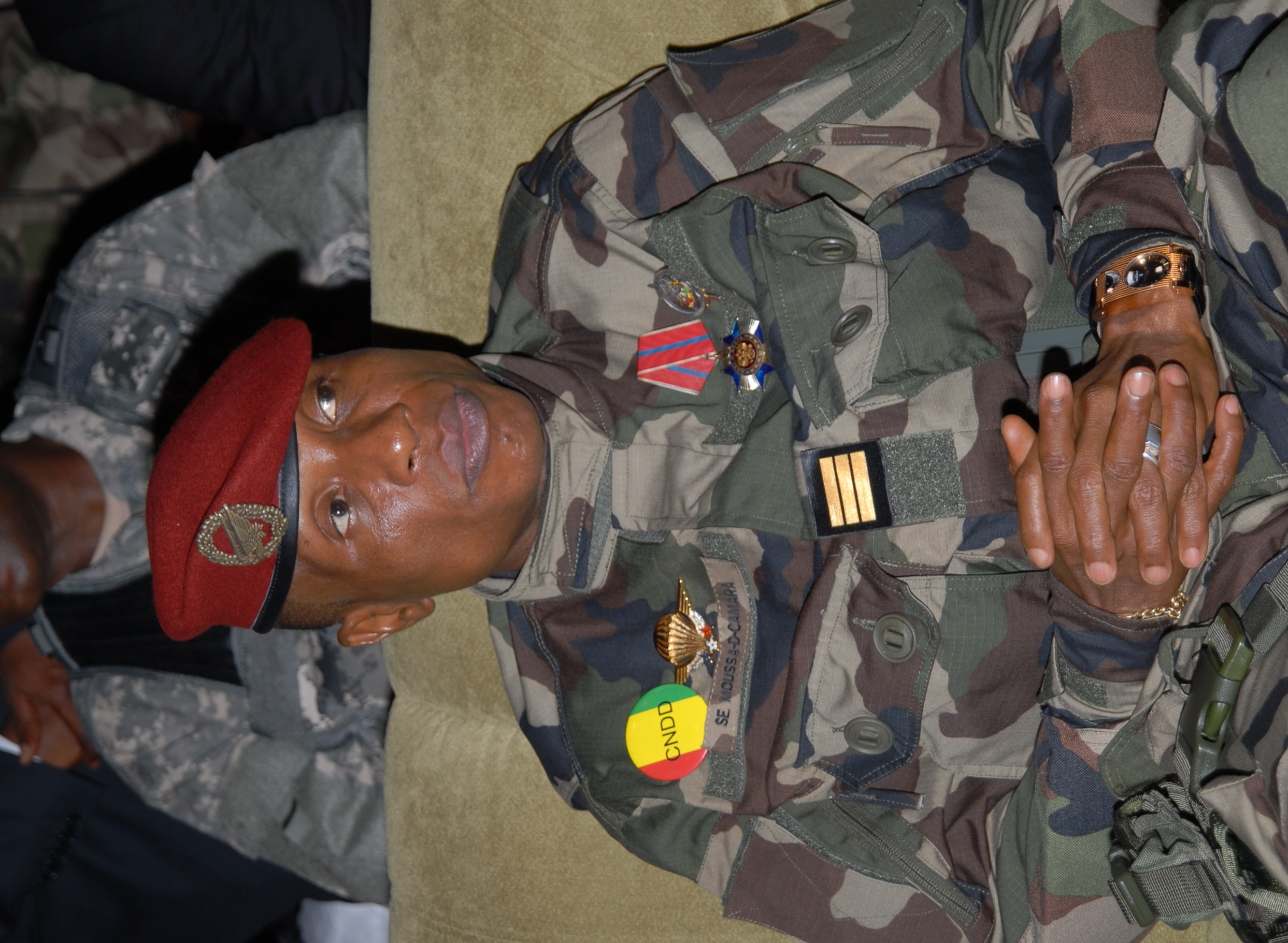
Moussa Dadis Camara, przywódca rządzącej junty

29 września 2009 Moussa Dadis Camara, w udzielonym wywiadzie, przyznał, że za zaistniałe wydarzenia odpowiedzialni są żołnierze, którzy stracili panowanie nad sytuacją. Zaprzeczył jednak przypadkom dokonywania przez nich gwałtów. Dodał, że trudne jest kontrolowanie wojska w sytuacji napięcia w kraju i wyraził swój „głęboki smutek”. Powiedział, że „po raz pierwszy w Gwinei zdarzyła się taka rzecz” i oskarżył liderów opozycji o podżeganie do niepokojów i „rozdawanie pieniędzy młodzieży w celu wszczęcia rewolty”.
30 września 2009 władze zakazały wszelkich masowych zgromadzeń o „charakterze wywrotowym” i ogłosiły dwudniową żałobę narodową. Camara dodał, że sprawcy protestu i ich sponsorzy zostaną surowo ukarani. Wezwał autorytety religijne, organizacje społecznie, partie polityczne i media do powstrzymania się od oświadczeń i działań mogących spowodować zakłócenie porządku publicznego.
Camara wezwał do utworzenia nowego „rządu jedności narodowej”, złożonego z przedstawicieli różnych partii politycznych oraz do powołania międzynarodowej komisji śledczej pod egidą ONZ w celu zbadania okoliczności ostatniego protestu oraz protestów ze stycznia i lutego 2007. Zaapelował również do afrykańskich przywódców o pomoc w mediacji między różnymi siłami politycznymi wewnątrz kraju. Podkreślił, że w przypadku ustąpienia przez niego ze stanowiska prezydenta i zrezygnowania z udziału w wyborach, w kraju mogłoby dojść do kolejnego zamachu stanu. Powiedział, że stał się „zakładnikiem” armii, która zagroziła w takim przypadku dokonaniem przewrotu. 4 października 2009 oświadczył, że nie ponosi odpowiedzialności za wydarzenia z 28 września, a następnego dnia zarzucił Francji traktowanie jego kraju jak jednego z jej dystryktów i „szkalowanie narodów Afryki”.
29 września 2009 Alpha Condé, przebywający w Nowym Jorku przywódca opozycji, zapowiedział mobilizację społeczeństwa i kontynuowanie protestów przeciwko „kryminalnemu reżimowi wojskowemu”. 1 października 2009 liderzy opozycji odrzucili propozycję Camary, dotyczącą stworzenia wspólnego rządu, uznając ją za niewiarygodną. Były premier Sidya Touré stwierdził, że „nie interesuje go to w najmniejszym stopniu”, a najważniejszą sprawą jest ustalenie, kto wydał rozkaz strzelania do tłumu. Mamadou Mouctar Diallo, lider opozycyjnej partii Nowe Siły Demokracji, uznał propozycję za próbę „odwrócenia uwagi”. Forum Żywych Sił Gwinei wezwało UA i ECOWAS do przysłania do Gwinei misji pokojowej celem ochrony społeczeństwa.
5 października 2009 opozycja zorganizowała protest poza stolicą. Tego dnia w Kissidougou odbył się strajk powszechny. W całym mieście zamknięte pozostały sklepy i budynki administracji publicznej, a ruch na ulicach prawie zupełnie zamarł. 12 października 2009 opozycja, wspólnie ze związkami zawodowymi, zorganizowała dwudniowy strajk powszechny w Konakry w celu uczczenia pamięci ofiar masakry. Wezwała pracowników sektora państwowego i prywatnego do pozostania w domach oraz modlitwy w intencji ofiar.
7 października 2009 władze Gwinei ogłosiły zamiar powołania niezależnej komisji w celu zbadania wydarzeń w stolicy. W jej skład miało wejść 31 osób, w tym 4 członków partii politycznych, 3 członków związków i organizacji społecznych, 3 przedstawicieli wojska i 3 przedstawicieli organizacji praw człowieka. Pozostałymi jej członkami mieli być prawnicy, sędziowie i profesorowie. Opozycja natychmiast odrzuciła pomysł tworzenia komisji kontrolowanej przez rząd i zaapelowała o międzynarodowe śledztwo w tej sprawie. W październiku, w odpowiedzi na reakcję władz na masakrę w Konakry, z rządu odeszło trzech ministrów.

## Reakcja międzynarodowa
- ONZ – sekretarz generalny ONZ Ban Ki-moon potępił „nadmierne użycie siły”. Stwierdził, że jest zszokowany rozmiarem tragedii, liczbą ofiar i rannych oraz skalą zniszczeń[14]. Wezwał władze kraju do zachowania maksymalnej powściągliwości[10]. 30 września 2009 Navanethem Pillay, Wysoki Komisarz NZ ds. Praw Człowieka, potępiła „rozlew krwi” w Gwinei i wezwała do wszczęcia międzynarodowego śledztwa w tej sprawie[35]. ONZ w swoich oficjalnych oświadczeniach informowała o „ponad 150” ofiarach śmiertelnych[36].
- UA – UA potępiła „pozbawiony skrupułów ostrzał nieuzbrojonych cywilów”[10]. Wyraziła obawy z powodu „pogarszającej się sytuacji” w Gwinei i zadeklarowała wprowadzenie dodatkowych sankcji przeciw rządzącej juncie w przypadku startu jej lidera w wyborach prezydenckich[37]. Dała Camarze czas do 17 października 2009 na rezygnację z planów startu w wyborach[25][38].
- ECOWAS – ECOWAS zagroziła Gwinei nałożeniem sankcji[10]. 3 października 2009 ECOWAS mianowała prezydenta Burkina Faso Blaise’a Compaoré swoim mediatorem i wysłannikiem do Gwinei. Jego rolą miała być pomoc w złagodzeniu napięć w kraju i w podjęciu dialogu władz z opozycją oraz pomoc w podjęciu działań w celu przeprowadzenia wiarygodnych wyborów[39]. Prezydent rozpoczął swoją misję w Gwinei 5 października 2009[40].
- UE – UE potępiła działania przeciwko prodemokratycznym demonstrantom. Javier Solana, Wysoki przedstawiciel Unii do spraw zagranicznych i polityki bezpieczeństwa, wezwał władze Gwinei do natychmiastowego uwolnienia aresztowanych opozycjonistów oraz zaapelował o zachowanie maksimum powściągliwości i zapewnienie bezpieczeństwa obywatelom[41]. 14 października 2009 Europejski Komisarz ds. Rozwoju i Pomocy Humanitarnej Karel De Gucht określił masakrę mianem zbrodni przeciwko ludzkości[38][42].
- Francja – Francja potępiła „brutalne i krwawe represje użyte przez armię przeciwko opozycji i społeczeństwu obywatelskiemu w czasie pokojowej demonstracji”[43]. Poinformowała o natychmiastowym zawieszeniu współpracy wojskowej z Gwineą oraz zapowiedziała rewizję stosunków dwustronnych z tym krajem, obejmującą również środki pomocowe[44]. 4 października 2009 francuski minister spraw zagranicznych Bernard Kouchner oświadczył, że w Gwinei „zdarzyło się coś okropnego i brutalnego”, czego nie można zaakceptować i w związku z tym Francja „nie może dłużej pracować z Camarą”. Wezwał do „międzynarodowej interwencji” w Gwinei[36]. 7 października 2009 minister Kouchner powiedział, że jego kraj podejrzewa, iż kapitan Camara był osobiście zaangażowany w tłumienie protestu w Konakry i podejmował decyzje w tym zakresie[45]. 16 października 2009 francuskie MSZ zaapelowało do swoich obywateli o unikanie podroży do Gwinei oraz opuszczenie tego kraju, w którym wedle szacunków miało się znajdować ok. 2,5 tys. Francuzów, z powodu wzrostu aktów bandytyzmu i napadów z bronią w ręku[46][47].
- Stany Zjednoczone – USA wyraziły swoje zaniepokojenie „załamaniem się bezpieczeństwa” w Konakry. Zaapelowały o zapewnienie bezpieczeństwa wszystkim obywatelom i cudzoziemcom, zgodnie z powszechnie uznawanymi prawami człowieka. Wezwały rządzącą juntę do spełnienia obietnicy przeprowadzenia wolnych i uczciwych wyborów, w których nie będzie uczestniczyć żaden z członków obecnych władz[48]. 6 października 2009 sekretarz stanu Hillary Clinton stwierdziła, że USA są „zbulwersowane i oburzone przemocą w Gwinei”. Uznała, że władze Gwinei „są winne głębokich przeprosin” swoim obywatelom i muszą zrozumieć, że „nie mogą pozostać u władzy”. Wezwała do postawienia przed obliczem sprawiedliwości wszystkich sprawców morderstw i gwałtów oraz podjęcia odpowiednich kroków przez społeczność międzynarodową przeciw rządowi w Konakry[49]. 14 października 2009 USA stwierdziły, że rząd Gwinei powinien ustąpić i dopuścić do prawomocnych wyborów[38][42]. W połowie listopada 2009 USA oskarżyły juntę o szkolenie bojówek wojskowych przy pomocy południowoafrykańskich najemników[50].
- Amnesty International – AI wezwała wszystkie państwa do zawieszenia handlu bronią z Gwineą do czasu podjęcia przez jej władze kroków zapobiegających przemocy w przyszłości i pociągnięcia do odpowiedzialności sprawców „brutalnego ataku”[51].

## Działania społeczności międzynarodowej
Reakcja społeczności międzynarodowej nie ograniczyła się tylko do słów krytyki użycia przemocy wobec obywateli i apeli do władz, lecz przybrała także formę konkretnych działań. Obejmowały one nałożenie sankcji na rządząca juntę, wszczęcie dochodzenia w sprawie wydarzeń w dniu 28 września oraz międzynarodową mediację mającą na celu zażegnanie powstałego konfliktu między władzą i opozycją.
| Protest w Konakry i jego następstwa | Protest w Konakry i jego następstwa                                                                            |
| ----------------------------------- | --- |
| sierpień 2009                       | Ogłoszenie przez kapitana Camarę terminu wyborów prezydenckich, niewykluczenie własnego startu.                |
| 19 września 2009                    | Decyzja opozycji o organizacji protestu w dniu 28 września.                                                    |
| 28 września                         | Brutalnie stłumiony przez wojsko protest opozycji w Konakry.                                                   |
| 30 września – 1 października        | Żałoba narodowa w Gwinei.                                                                                      |
| 5 października                      | Początek mediacji prezydenta Compaoré.                                                                         |
| 12–13 października                  | Strajk generalny, zorganizowany przez opozycję i związki zawodowe.                                             |
| 14 października                     | Podjęcie przez MTK wstępnego dochodzenia nt. protestu w Konakry.                                               |
| 16 października                     | Powołanie przez ONZ komisji ds. zbadania wydarzeń w Gwinei.                                                    |
| 17 października                     | Nałożenie na Gwineę sankcji przez ECOWAS.                                                                      |
| 27 października                     | Sankcje UE wobec Gwinei.                                                                                       |
| 29 października                     | Sankcje UA wobec Gwinei.                                                                                       |
| 21 grudnia                          | Raport ONZ w sprawie protestu w Konakry obarczający Camarę odpowiedzialnością za zbrodnie przeciwko ludzkości. |
| 15 stycznia 2010                    | Porozumienie w sprawie powrotu Gwinei do rządów cywilnych.                                                     |
| 2 lutego                            | Raport gwinejskiej komisji badawczej wykluczający jakąkolwiek odpowiedzialność Camary.                         |
| 15 lutego                           | Zaprzysiężenie rządu przejściowego składającego się przedstawicieli junty i opozycji.                          |
| 19 lutego                           | Uznanie przez prokuratora MTK masakry cywilów za zbrodnię przeciwko ludzkości.                                 |

### Sankcje
12 października 2009 ministrowie spraw zagranicznych ECOWAS, w czasie spotkania w Abudży, zażądali od Camary złożenia zobowiązania, że ani on, ani żaden z członków junty nie wezmą udziału w wyborach prezydenckich. Ponadto wezwali do powołania międzynarodowej komisji w celu zbadania „masakry nieuzbrojonych cywilów i przypadków gwałtów” oraz ukarania sprawców i postawienia ich przed sądem w Gwinei lub przed Międzynarodowym Trybunałem Karnym (MTK). Ministrowie zaapelowali do władz gwinejskich o zwolnienie wszystkich aresztowanych w czasie protestu, zwrócenie ciał rodzinom ofiar oraz zapewnienie ofiarom gwałtów należytej opieki medycznej. Przewodniczący pracom ECOWAS prezydent Nigerii Umaru Yar’Adua zwołał na 17 października do Abudży specjalny szczyt państw ECOWAS w sprawie sytuacji w Gwinei i sytuacji w Nigrze. Unia Afrykańska już wcześniej dała Camarze czas do 17 października na rezygnację z planów startu w wyborach prezydenckich.
17 października 2009, w dniu wygaśnięcia ultimatum Unii Afrykańskiej, państwa bloku ECOWAS, w czasie specjalnego szczytu w Abudży, nałożyły embargo na sprzedaż broni dla Gwinei, oskarżając przy tym rządzącą juntę o „masowe naruszanie praw człowieka” w czasie wrześniowego protestu. Zapowiedziały podjęcie odpowiednich środków w celu uzyskania wsparcia Unii Afrykańskiej, Unii Europejskiej oraz ONZ we wdrażaniu w życie embarga. Francja już na początku października zawiesiła wszelką współpracę wojskową z Gwineą, w tym również handel bronią. Camara nie spełnił żądań UA i nie zrezygnował na piśmie z aspiracji prezydenckich przed północą 17 października 2009. Oświadczył, że sprawa jego udziału w wyborach powinna być przedmiotem międzynarodowych negocjacji. Zwrócił się z pismem do UA i ECOWAS o rozwiązanie tej kwestii w czasie mediacji prezydenta Compaoré. W odpowiedzi, Komisja Pokoju i Bezpieczeństwa UA zagroziła możliwością uchwalenia sankcji przeciw Gwinei.
27 października 2009 Unia Europejska uchwaliła wobec Gwinei embargo na handel bronią oraz sankcje przewidujące zakaz podróżowania i zamrożenie aktywów finansowych członków junty wojskowej na terytorium UE. 29 października 2009 sankcje wobec Gwinei uchwaliła Unia Afrykańska. Obejmowały one zakaz podróżowania po jej terytorium i zamrożenie aktywów członków junty. 22 grudnia 2009 UE zaostrzyła sankcje wobec Gwinei, rozszerzając skalę zamrożenia środków finansowych junty oraz wprowadzając zakaz eksportu do tego kraju wszelkiego wyposażenia mogącego przysłużyć się do represji wobec ludności.
23 grudnia 2009 Stany Zjednoczone wyłączyły na rok Gwineę (oraz Madagaskar i Niger) ze swojego gospodarczego programu pomocowego dla Afryki (Africa Growth and Opportunity Act) z powodu niespełnienia jego kryteriów. Prezydent Barack Obama zaapelował do tych krajów o wprowadzenie rządów prawa i politycznego pluralizmu, eliminacji barier handlowych z USA oraz podjęcie wysiłków na rzecz walki z korupcją.

### Mediacja
5 października 2009 z misją mediacyjną do Konakry przybył w imieniu ECOWAS prezydent Burkina Faso Blaise Compaoré. Wezwał on władze i opozycję do wspólnego dialogu. Zaproponował zorganizowanie spotkania dwóch stron w Wagadugu, na co rząd Gwinei wstępnie przystał. Opozycja nie wykluczyła prowadzenia rozmów. Były premier i jeden z liderów opozycji, Cellou Dalein Diallo, uznał za niezbędny warunek prowadzenia rozmów aresztowanie osób odpowiedzialnych za masakrę w Konakry.
W listopadzie 2009 prezydent Compaoré kontynuował misję mediacyjną. Na początku listopada przeprowadził rozmowy w Konakry z przedstawicielami głównych obozów politycznych, związków zawodowych i organizacji społecznych. W ich trakcie opozycja przedstawiła plan wyjścia z kryzysu, który zakładał rezygnację ze stanowiska przez Camarę, rozwiązanie junty wojskowej i stworzenie w ciągu 6 miesięcy przejściowej administracji, wybranej na drodze konsensusu, w celu przeprowadzenia wolnych wyborów. 11 listopada 2009 władze przedstawiły Compaoré własny plan, w którym opowiedziały się za utworzeniem na drodze konsensusu rządu tymczasowego, przy jednoczesnym utrzymaniu przez Camarę stanowiska szefa państwa. Opozycja uznała rezygnację Camary za warunek niezbędny dla pokojowej transformacji, na co kategorycznie nie zgodziła się junta wojskowa.
25 listopada 2009 przewodniczący krajowej komisji wyborczej, ogłosił, że przeprowadzenie wyborów prezydenckich w zapowiadanym terminie 31 stycznia 2010 będzie „technicznie niewykonalne” z powodu „nieprzewidzianych okoliczności”. Powiedział, że komisja nie sporządziła jeszcze list wyborczych i nie zamówiła niezbędnych materiałów, m.in. z powodu wstrzymania pomocy finansowej z zagranicy. Dodał, że konieczne będzie wyznaczenie nowej daty, do czego przyczynić się miały również negocjacje prezydenta Compaoré.
3 grudnia 2009 kapitan Camara został ranny w czasie zamachu na swoje życie dokonanego przez swojego doradcę i uczestnika wydarzeń z 28 września Aboubakara “Toumba” Diakité, a funkcję p.o. prezydenta objął pułkownik Sékouba Konaté. Jak wyjaśniał później zbiegły sprawca zamachu, dokonał go ze względu na zamiar zrzucenia przez Camarę całej odpowiedzialności za masakrę na jego osobę. W kolejnych dniach, 13 grudnia 2009, ECOWAS zaproponowała wysłanie do Gwinei sił interwencyjnych w celu zagwarantowania bezpieczeństwa i porządku w kraju. Przewodniczący Komisji ECOWAS, Mohamed Ibn Chambas, argumentował, że siły te zapewniłyby ochronę ludności cywilnej, a także zapobiegłyby destabilizacji całego regionu Afryki Zachodniej z powodu przeciągającego się kryzysu wewnętrznego. Junta wojskowa odrzuciła plan rozmieszczania zagranicznych sił w Gwinei, a jej rzecznik oświadczył, że każda taka próba stanowiłaby „napaść na władze kraju i integralność narodu”.
Realna zmiana na stanowisku szefa państwa (ranny Camara hospitalizowany został w Maroku) doprowadziła do złagodzenia stanowiska władz i nowego otwarcia na dialog. 6 stycznia 2010 Konaté ogłosił plan powołania „przejściowego rządu jedności narodowej”, na czele którego miałby stanąć premier wskazany przez opozycję. Do zadań rządu miało należeć wyznaczenie daty i przeprowadzenie wyborów prezydenckich i parlamentarnych. Wezwał również liderów opozycji, którzy opuścili kraj po wrześniowej masakrze do powrotu, gwarantując im bezpieczeństwo. Opozycja z zadowoleniem przyjęła deklarację Konaté, jednak stwierdziła, że nie spełnia ona jej głównych żądań. Cellou Dalein Diallo oznajmił, że na początku należy ustalić czas obowiązywania okresu przejściowego, wypracować ramy dla konsultacji na temat przejściowych organów władzy oraz ustalić zasady kandydowania w wyborach członków junty wojskowej i rządu.

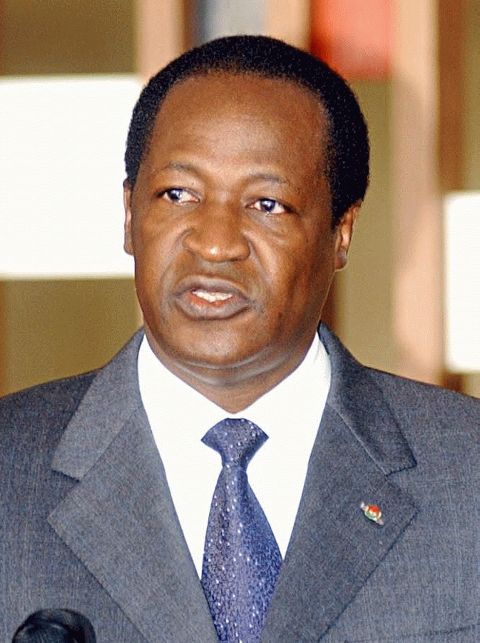
Prezydent Blaise Compaoré, mediator z ramienia ECOWAS

Rozmowy mediacyjne pod przewodnictwem prezydenta Compaoré zostały wznowione w Burkina Faso 13 stycznia 2010, dzień po przewiezieniu Camary ze szpitala w Maroku do tego kraju. 15 stycznia 2010 Camara, Konaté i Compaoré podpisali porozumienie w sprawie powrotu Gwinei do rządów cywilnych. Camara zrezygnował de facto z władzy i zgodził się pozostać w Burkina Faso na okres rekonwalescencji. Poparł przy tym plan porozumienia z opozycją zaproponowany wcześniej przez Konaté, który miał dalej pełnić obowiązki prezydenta. Porozumienie przewidywało powołanie rządu złożonego z członków junty oraz opozycji, z opozycyjnym premierem na czele. Nowy rząd miał sprawować mandat do czasu wyborów, organizację których zaplanowano w ciągu sześciu miesięcy. Zakazem startu zostali objęci wszyscy członkowie rządu oraz junty wojskowej. W celu nadzorowania transferu władzy miała zostać utworzona licząca 101 członków specjalna rada, składająca się z liderów religijnych. Opozycja zaakceptowała porozumienie i 18 stycznia 2010 przedstawiła kandydaturę Jeana-Marie Doré na stanowisko szefa rządu. Następnego dnia Konaté desygnował go na stanowisko premiera. 26 stycznia 2010 Doré został oficjalnie zaprzysiężony na stanowisku szefa rządu, a 15 lutego 2010 zaprzysiężono jego gabinet, w skład którego weszło ogółem 34 przedstawicieli junty wojskowej, opozycji i władz regionalnych. Przejściowy rząd rozpoczął przygotowania do organizacji wyborów, których datę wyznaczył na koniec czerwca 2010.
Osiągnięcie porozumienia z opozycją i wycofanie się Camary z życia politycznego spotkało się z pozytywną reakcją społeczności międzynarodowej. Unia Afrykańska wyraziła zadowolenie z powziętych decyzji, które nazwała „pozytywnym rozwojem sytuacji”. Francja określiła je mianem „decydującego etapu” w zakończeniu trwającego od roku kryzysu politycznego, prowadzącego do ustanowieniu rządów prawa i sprawiedliwości. 16 lutego 2010 wznowiła z Gwineą współpracę cywilną i wojskową.

### Dochodzenie
14 października 2009 biuro prokuratora Międzynarodowego Trybunału Karnego (MTK) ogłosiło rozpoczęcie „wstępnego badania” w celu ustalenia czy zbrodnie popełnione w Konakry mogą podlegać pod jurysdykcję trybunału. Zastępca prokuratora, Fatou Bensouda, powiedziała, że z informacji i zdjęć, jakimi dysponuje MTK wynika, że gwinejskie kobiety były gwałcone na stadionie lub brutalnie traktowane w inny sposób przez umundurowanych mężczyzn. Dodała, że zdarzenia te są „bulwersujące i nie do przyjęcia, a odpowiedzialni za nie muszą ponieść odpowiedzialność”.
16 października 2009 ONZ ogłosiła powołanie specjalnej komisji do zbadania naruszeń praw człowieka w czasie i po wydarzeniach 28 września 2009 w Gwinei. 18 października 2009 ONZ rozpoczęła dochodzenie w tej sprawie, a do Konakry przybył asystent sekretarza generalnego ONZ Haile Menkerios, który spotkał się z Camarą, premierem Kabiné Komarą oraz członkami opozycji. 25 listopada 2009 do Konakry na 10 dni przybyła 3-osobowa komisja badawcza, działająca pod egidą Wysokiego Komisarza NZ ds. Praw Człowieka, w celu przeprowadzenia śledztwa w sprawie masakry z 28 września.
21 grudnia 2009, na podstawie zebranych materiałów i wywiadów z ponad 600 osobami, komisja badawcza ONZ ogłosiła raport w sprawie wydarzeń w Konakry. Stwierdzał on, że żołnierze dopuścili się w stolicy masowych morderstw oraz masowych gwałtów i nadużyć seksualnych. Mówił o zidentyfikowanych 156 ofiarach tragedii (zabitych i zaginionych) oraz co najmniej 109 kobietach i dziewczętach, które stały się ofiarami gwałtów, seksualnych okaleczeń lub zostały porwane, a następnie wielokrotnie zgwałcone. Setki ludzi zostało również poddanych torturom i nadużyciom. Według raportu liczba „wszystkich ofiar przemocy była prawdopodobnie wyższa”. Komisja oznajmiła, że istnieją wystarczające podstawy dla stwierdzenia bezpośredniej odpowiedzialności za zbrodnie prezydenta Moussy Dadisa Camary. Odpowiedzialnością obarczyła także dwóch innych jego współpracowników (Aboubakara “Toumba” Diakité i Tiégboro Camarę) i zaapelowała o postawienie ich wszystkich przed międzynarodowym wymiarem sprawiedliwości. Komisja stwierdziła, że działania gwinejskich władz noszą znamiona zbrodni przeciwko ludzkości. Wezwała je do wypłacenia odpowiednich odszkodowań ofiarom przemocy oraz do zapewnienia rodzinom właściwych informacji o zaginionych. Zarekomendowała MTK zbadanie sprawy zbrodni w Konakry, podjęcie tematu na forum Rady Bezpieczeństwa ONZ oraz ustanowienie biura UNHCR w Gwinei na okres co najmniej jednego roku.
Na podstawie wywiadów i rozmów z ponad 240 osobami, ofiarami, świadkami, żołnierzami i dyplomatami, własny raport na temat tragedii 17 grudnia 2009 ogłosiła także pozarządowa organizacja broniąca praw człowieka, Human Rights Watch. Stwierdzała w nim, że działania władz stanowiły zbrodnię przeciwko ludzkości, podlegającą jurysdykcji MTK. Raport mówił, że celem masakry było uciszenie opozycji. Żołnierze strzelali do ludności aż do momentu wyczerpania się im naboi, a następnie starali się zatuszować rozmiar masakry poprzez zabieranie ciał ze szpitali i grzebanie ich w ukrytych masowych grobach. Wojsko przemaszerowało na stadion, zamknęło jego bramy i otworzyło ogień w jednym tylko celu, jakim było zabójstwo. Liczba ofiara została oszacowana w dokumencie na 150-200 zabitych. Odpowiedzialnością za masakrę raport obarczał kilku oficerów wojska (Aboubakar “Toumba” Diakité, Tiégboro Camara, Marcel Kuvugi, Claude Plivi) oraz kapitana Camarę, który zdaniem organizacji powinien stanąć przed wymiarem sprawiedliwości. Raport oskarżał oficerów o bezpośrednie zaangażowanie w zabójstwa bądź wydawanie rozkazów wobec podwładnych. Organizacji stwierdzała, że wydarzenia w Konakry nie były z pewnością akcją grupy niezdyscyplinowanych żołnierzy, lecz zostały wcześniej zaplanowane, a ścisłe kierownictwo junty musiało być świadome podejmowanych działań.
Wyjaśnienia wydarzeń w stolicy, niezależnie od wysiłków międzynarodowych, podjęły się także gwinejskie władze, które 23 października 2009 powołały własną komisję w tej sprawie. Składała się ona z sędziów, prawników, ekspertów medycyny sądowej i 5 przedstawicieli międzynarodowych ze statusem konsultantów. Jej działalności towarzyszyły jednak zarzuty ze strony opozycji i społeczeństwa podważające wiarygodność i rzetelność jej prac. Wielu świadków zeznających przed komisją obawiało się represji ze strony swoich niedawnych oprawców. 2 lutego 2010 zaprezentowała ona raport ze swoich prac, który znacznie różnił od raportów opublikowanych po międzynarodowych badaniach. Dokument oczyszczał kapitana Camarę z jakiejkolwiek winy i jakiegokolwiek zaangażowania w wydarzenia. Przewodniczący komisji, Siriman Kouyate, stwierdził, że Camara „nie jest za nic odpowiedzialny”, dodając, iż „oczywiste jest, że nie poszedł on nigdy na stadion”. Raport całą odpowiedzialnością za zamach obarczał niedoszłego zabójcę i byłego współpracownika Camary, pułkownika Aboubakara “Toumba” Diakité oraz „grupę czerwonych beretów ze Straży Prezydenckiej”, którzy nie posłuchali rozkazów i samowolnie opuścili koszary. Zalecał postawienie ich nie przed międzynarodowym, lecz krajowym sądem. Odnosząc się do liczby ofiar, informował o 63 zabitych – 58 zmarłych w dzień masakry oraz 5 zmarłych w kolejnych dniach w szpitalach. Liczba ta pozostawała w rozbieżności z liczbą ofiar z raportu ONZ (156 zidentyfikowanych osób). Komisja wzywała również do uchwalenia powszechnej amnestii dla polityków opozycji uczestniczących i zaangażowanych w organizację protestu.
W ramach wszczętego w październiku 2009 „wstępnego badania”, 17 lutego 2010 z trzydniową wizytą przybyła do Gwinei zastępca prokuratora MTK, Fatou Bensouda. Celem jej wizyty była ocena wysiłków gwinejskich władz w kwestii postawienia winnych masakry przed obliczem sprawiedliwości, a także zebranie na miejscu informacji na temat wydarzeń. W tym celu spotkała się z p.o. prezydenta Sekoubą Konaté, premierem rządu przejściowego Jeanem-Marie Doré, ministrami, sędziami, lekarzami oraz przedstawicielami ofiar. Odwiedziła również koszary wojskowe Alpha Yaya Diallo. Na koniec wizyty, 19 lutego 2010, stwierdziła, że masakra zwolenników opozycji przez wojsko była zbrodnią przeciwko ludzkości. Potwierdziła w ten sposób również wcześniejszą ocenę Komisji ONZ. Opisując wydarzenia, powiedziała, że „żołnierze zaatakowali cywilów, zabijali i ranili. W biały dzień znęcali się, zbezcześcili i poddali kobiety bezprecedensowej przemocy seksualnej”. Kwalifikacja dokonanych zbrodni jako zbrodni przeciwko ludzkości oznaczała właściwość kompetencji MTK w tej sprawie. Trybunał został bowiem powołany do osądzania zbrodni przeciwko ludzkości, zbrodni wojennych lub zbrodni ludobójstwa. Zgodnie z prawem, Trybunał mógł wkroczyć ze swoją jurysdykcją tylko wówczas, gdy krajowe organa sprawiedliwości nie mogły lub nie chciały przeprowadzić własnego postępowania. Bensouda zapowiedziała, że MTK, w oparciu o zebrane materiały, będzie kontynuował wstępne dochodzenie, na podstawie którego zadecyduje o dalszych krokach. Stwierdziła, że Gwinea w dalszym ciągu może stać się dobrym przykładem, jeśli postawi sprawców zbrodni przed obliczem sprawiedliwości. W trakcie wizyty premier Doré stwierdził, że krajowy system sądownictwa musi przezwyciężyć wiele przeszkód, aby we właściwy sposób osądzić odpowiedzialnych za masakrę. Wymienił, że problemem pozostaje sposób jego organizacji, kwalifikacje urzędników oraz część ich zachowań. Jako że MTK nie dysponuje własnymi siłami, w przypadku wydania nakazu aresztowania musi polegać na służbach państw uznających jego jursydykcję.